# Іско
Франсі́ско Рома́н Аларко́н Суа́рес (відомий як І́ско; ісп. Francisco Román Alarcón Suárez; нар. 21 квітня 1992, Бенальмадена, Іспанія) — іспанський футболіст, півзахисник клубу «Реал Бетіс».

## Клубна кар'єра

### «Валенсія»
Іско вихованець кантери «Валенсії». Дебютував у першій команді в матчі на Кубок Іспанії з командою «Логроньєс». Ця гра завершилася перемогою «Валенсії» з рахунком 4:1, Іско відзначився двома забитими м'ячами.
Дебют в Ла-Лізі відбувся 14 листопада 2010 року, в матчі з «Хетафе», який закінчився перемогою «Валенсії» 2:0. Іско вийшов на заміну на 73 хвилині замість Аріца Адуріса. Утім півзахисник виступав в основному за резервну команду клубу, в сезоні 2010/11, забивши 15 голів, він допоміг резервістам вийти в третій дивізіон.

### «Малага»
У середині липня 2011 р. за 6 мільйонів євро молодий футболіст перейшов до «Малаги». 22 вересня 2011 у матчі проти «Барселони», Іско дебютував в новій команді. 21 листопада того ж року в поєдинку проти «Расінга», півзахисник забив свій перший гол за клуб і допоміг «Малазі» перемогти з рахунком 3:1.
18 вересня 2012 в дебютному матчі «Малаги» в Лізі чемпіонів проти петербурзького «Зеніта», Іско забив два голи, які допомогли його команді здобути велику перемогу 3:0, а сам футболіст був визнаний найкращим гравцем матчу. 29 вересня 2012 у матчі проти «Бетіса» Іско забив гол і допоміг «Малазі» домогтися великої домашньої перемоги, 4:0. 20 жовтня у поєдинку проти «Вальядоліда» забив гол і допоміг своїй команді здобути вольову перемогу, 2:1.
У середині жовтня 2012 року з'явилася інформація про те, що в зимове трансферне вікно Іско буде пріоритетною трансферною метою для «Манчестер Сіті», «Ювентуса» і «Барселони». 27 жовтня з'явилася інформація про те, що «Малага» близька до продовження контракту з півзахисником. За новими умовами він отримуватиме 1 500 000 євро на рік, контракт діятиме до 2018 року. 6 листопада 2012, в поєдинку Ліги чемпіонів проти «Мілана», Елізеу забиває гол з передачі Іско і виводить «Малагу» в 1/8 фіналу змагання вперше в її історії. 13 листопада Іско був удостоєний премії «Відкриття року — 2012» від Професійної футбольної ліги Іспанії. 24 листопада у матчі проти свого колишнього клубу, «Валенсії», він забив гол наприкінці матчу, завершивши розгром суперника, 4:0.
Наприкінці 2012 року Іско був удостоєний титулу Golden Boy. 22 грудня 2012 у матчі проти мадридського «Реала» гол півзахисника приніс «анчоусам» першу за 29 років домашню перемогу над королівським клубом.
13 березня 2013 року у повторному матчі 1/8 фіналу Ліги чемпіонів проти португальського «Порту», Іско забив гол, який допоміг його команді вперше в історії вийти до 1/4 фіналу цього змагання. Того ж 2013 року став володарем Трофею Браво як найкращий молодий футболіст сезону в Європі.

### «Реал Мадрид»
Влітку 2013 року «Малага» все ж втратила свого найперспективнішого гравця — за 30 мільйонів євро він перейшов до мадридського «Реала», з яким уклав п'ятирічний контракт і де став першим придбанням нового головного тренера команди Карло Анчелотті.
Дебютував за «вершкових» 18 серпня 2013 року у грі проти «Бетіса», в якій відзначився результативною передачею та забитим голом, забезпечивши перемогу своєї нової команди з рахунком 2:1. Зі свого першого сезону в Мадриді регулярно отримував ігровий час, здебільшого виходячи на заміну. Поступово став гравцем стартового складу.
14 вересня 2017 року уклав новий контракт з «Реалом», за яким виступав за «королівський клуб» до 2022 року. По завершенні контракту наприкінці травня 2022 року оголосив, що залишає команду, якій присвятив дев'ять років кар'єри, взявши участь у 351 матчі в усіх турнірах.

### «Севілья»
У серпні 2022 року на правах вільного агента уклав дворічну угоду із «Севільєю». Утім зіграв за нову команду усього чотири місяці через конфлікт із спортивним директором клубу Рамоном Мончі. За цей час провів за «Севільєю» 19 матчів у всіх турнірах і забив 1 гол.

### «Реал Бетіс»
26 липня 2023 року підписав угоду із принциповим суперником колишнього клубу «Бетісом». 13 січня 2024 року матч проти «Гранади» став для Іско 350-м в Ла-Лізі.

## Виступи за збірні

### Юнацька і молодіжна збірні
Іско брав участь на юнацькому чемпіонаті світу U17 в 2009 році. Збірна Іспанії в підсумку завоювала бронзу, а Іско допоміг своїй команді, відзначившись 3 голами за весь турнір. У 2012 році у складі олімпійської збірної, Іско поїхав на Олімпійські ігри до Лондону. Збірна Іспанії не змогла вийти з групи і покинула турнір.
На початку літа 2013 Іско був включений в заявку національної збірної на участь у чемпіонаті Європи для команд не старше 21 року. 12 червня матчі групового етапу проти молодіжної збірної Нідерландів він забив гол. 15 червня Іско відзначився знову, цього разу в півфінальному поєдинку проти Норвегії. У фінальному поєдинку проти молодіжної команди Італії він реалізував пенальті і допоміг своїй збірній виграти золоті медалі.

### Національна збірна
6 лютого 2013 року в товариському матчі проти збірної Уругваю Іско дебютував за національну збірну Іспанії, у другому таймі поєдинку замінивши Андреса Іньєсту.
Згодом регулярно викликався до лав збірної, проте до її заявок на чемпіонат світу 2014 і чемпіонат Європи 2016 не потрапив. Першим великим міжнародним турніром на рівні національної збірної для гравця став чемпіонат світу 2018 року, до заявки на який його було включено у травні того ж року.

## Статистика виступів

### Статистика клубних виступів
Станом на 2 липня 2022
| Сезон                         | Команда                       | Чемпіонат                     | Чемпіонат | Чемпіонат | Національний кубок | Національний кубок | Національний кубок | Континентальні кубки | Континентальні кубки | Континентальні кубки | Інші змагання | Інші змагання | Інші змагання | Усього | Усього |
| Сезон                         | Команда                       | Ліга                          | Ігор      | Голів     | Ліга               | Ігор               | Голів              | Ліга                 | Ігор                 | Голів                | Ліга          | Ігор          | Голів         | Ігор   | Голів  |
| ----------------------------- | ----------------------------- | ----------------------------- | --------- | --------- | ------------------ | ------------------ | ------------------ | -------------------- | -------------------- | -------------------- | ------------- | ------------- | ------------- | ------ | ------ |
| 2009–10                       | «Валенсія Месталья»           | СДБ                           | 26        | 1         | -                  | -                  | -                  | -                    | -                    | -                    | -             | -             | -             | 26     | 1      |
| 2010–11                       | «Валенсія Месталья»           | ТД                            | 26        | 15        | -                  | -                  | -                  | -                    | -                    | -                    | -             | -             | -             | 26     | 15     |
| Усього за «Валенсія Месталья» | Усього за «Валенсія Месталья» | Усього за «Валенсія Месталья» | 52        | 16        |                    | -                  | -                  |                      | -                    | -                    |               | -             | -             | 52     | 16     |
| 2010–11                       | «Валенсія»                    | ПД                            | 4         | 0         | КІ                 | 1                  | 2                  | ЛЧ                   | 2                    | 0                    | -             | -             | -             | 7      | 2      |
| 2011–12                       | «Малага»                      | ПД                            | 32        | 5         | КІ                 | 3                  | 0                  | -                    | -                    | -                    | -             | -             | -             | 35     | 5      |
| 2012–13                       | «Малага»                      | ПД                            | 37        | 9         | КІ                 | 0                  | 0                  | ЛЧ                   | 10                   | 3                    | -             | -             | -             | 47     | 12     |
| Усього за «Малагу»            | Усього за «Малагу»            | Усього за «Малагу»            | 69        | 14        |                    | 3                  | 0                  |                      | 10                   | 3                    |               | -             | -             | 82     | 17     |
| 2013–14                       | «Реал Мадрид»                 | ПД                            | 32        | 8         | КІ                 | 9                  | 0                  | ЛЧ                   | 12                   | 3                    | -             | -             | -             | 53     | 11     |
| 2014–15                       | «Реал Мадрид»                 | ПД                            | 34        | 4         | КІ                 | 4                  | 1                  | ЛЧ                   | 11                   | 0                    | СУ+СІ+КЧС     | 1+1+2         | 0+0+1         | 53     | 6      |
| 2015–16                       | «Реал Мадрид»                 | ПД                            | 31        | 3         | КІ                 | 1                  | 2                  | ЛЧ                   | 11                   | 0                    | -             | -             | -             | 43     | 5      |
| 2016–17                       | «Реал Мадрид»                 | ПД                            | 30        | 10        | КІ                 | 4                  | 0                  | ЛЧ                   | 6                    | 1                    | СУ+КЧС        | 1+1           | 0             | 42     | 11     |
| 2017–18                       | «Реал Мадрид»                 | ПД                            | 30        | 7         | КІ                 | 4                  | 1                  | ЛЧ                   | 11                   | 0                    | СУ+СІ+КЧС     | 1+1+2         | 1+0+0         | 49     | 9      |
| 2018–19                       | «Реал Мадрид»                 | ПД                            | 27        | 3         | КІ                 | 4                  | 2                  | ЛЧ                   | 4                    | 1                    | СУ+КЧС        | 1+1           | 0             | 37     | 6      |
| 2019–20                       | «Реал Мадрид»                 | ПД                            | 23        | 1         | КІ                 | 1                  | 0                  | ЛЧ                   | 4                    | 1                    | СІ            | 2             | 1             | 30     | 3      |
| 2020–21                       | «Реал Мадрид»                 | ПД                            | 25        | 0         | КІ                 | 1                  | 0                  | ЛЧ                   | 3                    | 0                    | СІ            | 0             | 0             | 29     | 0      |
| 2021–22                       | «Реал Мадрид»                 | ПД                            | 14        | 1         | КІ                 | 3                  | 1                  | ЛЧ                   | 0                    | 0                    | СІ            | -             | -             | 17     | 2      |
| Усього за Real Madrid         | Усього за Real Madrid         | Усього за Real Madrid         | 244       | 35        |                    | 31                 | 7                  |                      | 62                   | 6                    |               | 14            | 3             | 351    | 51     |
| 2022-23                       | «Севілья»                     | ПД                            | 12        | 0         | КІ                 | 1                  | 0                  | ЛЧ                   | 6                    | 1                    | СІ            | -             | -             | 19     | 1      |
| Усього за кар'єру             | Усього за кар'єру             | Усього за кар'єру             | 381       | 65        |                    | 36                 | 9                  |                      | 80                   | 10                   |               | 14            | 3             | 513    | 87     |

### Статистика виступів за збірну
Станом на 2 липня 2022
| Дата       | Місто           | Господарі          | Результат               | Гості                | Турнір                               | Голи | Примітки  |
| ---------- | --------------- | ------------------ | ----------------------- | -------------------- | ------------------------------------ | ---- | --------- |
| 6-2-2013   | Доха            | Іспанія            | 3 – 1                   | Уругвай              | товариський матч                     | -    | 60'       |
| 16-10-2013 | Альбасете       | Іспанія            | 2 – 0                   | Грузія               | Відбір до ЧС 2014                    | -    | 82'       |
| 4-9-2014   | Сен-Дені        | Франція            | 1 – 0                   | Іспанія              | товариський матч                     | -    | 78'       |
| 8-9-2014   | Валенсія        | Іспанія            | 5 – 1                   | Північна Македонія   | Відбір до ЧЄ 2016                    | -    | 57'       |
| 15-11-2014 | Уельва          | Іспанія            | 3 – 0                   | Білорусь             | Відбір до ЧЄ 2016                    | 1    | 80'       |
| 18-11-2014 | Віго            | Іспанія            | 0 – 1                   | Німеччина            | товариський матч                     | -    |           |
| 27-3-2015  | Севілья         | Іспанія            | 1 – 0                   | Україна              | Відбір до ЧЄ 2016                    | -    |           |
| 31-3-2015  | Амстердам       | Нідерланди         | 2 – 0                   | Іспанія              | товариський матч                     | -    | 46'       |
| 11-6-2015  | Леон            | Іспанія            | 2 – 1                   | Коста-Рика           | товариський матч                     | -    | 83'       |
| 14-6-2015  | Борисов (місто) | Білорусь           | 0 – 1                   | Іспанія              | Відбір до ЧЄ 2016                    | -    | 75'       |
| 8-9-2015   | Скоп'є          | Північна Македонія | 0 – 1                   | Іспанія              | Відбір до ЧЄ 2016                    | -    | 78'       |
| 12-10-2015 | Київ            | Україна            | 0 – 1                   | Іспанія              | Відбір до ЧЄ 2016                    | -    |           |
| 24-3-2016  | Удіне           | Італія             | 1 – 1                   | Іспанія              | товариський матч                     | -    | 61'       |
| 27-3-2016  | Клуж-Напока     | Румунія            | 0 – 0                   | Іспанія              | товариський матч                     | -    | 46' - 73' |
| 9-10-2016  | Шкодер (місто)  | Албанія            | 0 – 2                   | Іспанія              | Відбір до ЧС 2018                    | -    | 78'       |
| 12-11-2016 | Гранада         | Іспанія            | 4 – 0                   | Північна Македонія   | Відбір до ЧС 2018                    | -    | 72'       |
| 15-11-2016 | Лондон          | Англія             | 2 – 2                   | Іспанія              | товариський матч                     | 1    | 64'       |
| 24-3-2017  | Хіхон           | Іспанія            | 4 – 1                   | Ізраїль              | Відбір до ЧС 2018                    | 1    | 70'       |
| 28-3-2017  | Сен-Дені        | Франція            | 0 – 2                   | Іспанія              | товариський матч                     | -    | 53'       |
| 11-6-2017  | Скоп'є          | Північна Македонія | 1 – 2                   | Іспанія              | Відбір до ЧС 2018                    | -    |           |
| 2-9-2017   | Мадрид          | Іспанія            | 3 – 0                   | Італія               | Відбір до ЧС 2018                    | 2    | 90'       |
| 5-9-2017   | Вадуц           | Ліхтенштейн        | 0 – 8                   | Іспанія              | Відбір до ЧС 2018                    | 1    | 56'       |
| 6-10-2017  | Аліканте        | Іспанія            | 3 – 0                   | Албанія              | Відбір до ЧС 2018                    | 1    |           |
| 9-10-2017  | Єрусалим        | Ізраїль            | 0 – 1                   | Іспанія              | Відбір до ЧС 2018                    | -    | 66'       |
| 11-11-2017 | Малага          | Іспанія            | 5 – 0                   | Коста-Рика           | товариський матч                     | -    | 65'       |
| 23-3-2018  | Дюссельдорф     | Німеччина          | 1 – 1                   | Іспанія              | товариський матч                     | -    | 59'       |
| 27-3-2018  | Мадрид          | Іспанія            | 6 – 1                   | Аргентина            | товариський матч                     | 3    | 68' - 76' |
| 9-6-2018   | Краснодар       | Туніс              | 0 – 1                   | Іспанія              | товариський матч                     | -    | 46'       |
| 15-6-2018  | Сочі            | Португалія         | 3 – 3                   | Іспанія              | ЧС 2018 - 1-й етап                   | -    |           |
| 20-6-2018  | Казань          | Іран               | 0 – 1                   | Іспанія              | ЧС 2018 - 1-й етап                   | -    |           |
| 25-6-2018  | Калінінград     | Іспанія            | 2 – 2                   | Марокко              | ЧС 2018 - 1-й етап                   | 1    |           |
| 1-7-2018   | Москва          | Іспанія            | 1 – 1 д.ч. (3 – 4 п.п.) | Росія                | ЧС 2018 - 1/8 фіналу                 | -    |           |
| 8-9-2018   | Лондон          | Англія             | 1 – 2                   | Іспанія              | Ліга націй УЄФА 2018-2019 - 1-й етап | -    |           |
| 11-9-2018  | Ельче           | Іспанія            | 6 – 0                   | Хорватія             | Ліга націй УЄФА 2018-2019 - 1-й етап | 1    |           |
| 15-11-2018 | Загреб          | Хорватія           | 3 – 2                   | Іспанія              | Ліга націй УЄФА 2018-2019 - 1-й етап | -    |           |
| 18-11-2018 | Лас-Пальмас     | Іспанія            | 1 – 0                   | Боснія і Герцеговина | товариський матч                     | -    |           |
| 7-6-2019   | Торсгавн        | Фарерські острови  | 1 – 4                   | Іспанія              | Відбір до ЧЄ 2020                    | -    | 74'       |
| 10-6-2019  | Мадрид          | Іспанія            | 3 – 0                   | Швеція               | Відбір до ЧЄ 2020                    | -    |           |
| Усього     |                 | Матчів             | 38                      |                      | Голів                                | 12   |           |

## Досягнення

### Командні
«Реал Мадрид»
- Чемпіон Іспанії (3): 2016-17, 2019-20, 2021-22
- Володар Суперкубка Іспанії (3): 2017, 2019, 2021
- Володар кубка Іспанії (1): 2014
- Переможець Ліги Чемпіонів УЄФА (5): 2013-14, 2015-16, 2016-17, 2017-18, 2021-22
- Володар Суперкубка УЄФА (3): 2014, 2016, 2017
- Переможець Клубного чемпіонату світу (4): 2014, 2016, 2017, 2018

Збірна Іспанії
- Чемпіон Європи (U21) (1) — 2013

### Індивідуальні
- Премія «Відкриття року»: 2012
- Премія Golden Boy: 2012
- Трофей Браво: 2013
- Найкращий гравець матчу за Суперкубок УЄФА: 2017
- Гравець місяця Ла-Ліги (2): квітень 2024[2], березень 2025[3]